# New Rose Records
New Rose Records, auch bekannt unter der Kurzform New Rose, war ein französisches Schallplattenunternehmen, das 1980 aus dem gleichnamigen Musikshop hervorging, der von den Franzosen Patrick Mathé und Louis Thevenon in Paris betrieben wurde. Das als Independent-Label konstituierte Unternehmen gewann über die 1980er-Jahre hinweg an internationaler Popularität und nahm neben einheimischen Künstlern auch zahlreiche ausländische Bands unter Vertrag. Das musikalische Spektrum reichte von konventionellem Rock über Punk, Post-Punk, Gothic Rock und Cold Wave bis hin zu elektronischer Musik.
1992 wurde New Rose Records von dem französischen Medien- und Warenhauskonzern Fédération Nationale d’Achat des Cadres (kurz FNAC) aufgekauft und stellte im Frühjahr 1994 seine Aktivitäten ein. Patrick Mathé gründete daraufhin das Plattenlabel Last Call Records, auf dem ein paar der ehemaligen, auf New Rose Records beheimateten Künstler eine neue Bleibe fanden.
In New Rose Records waren mehrere Sublabels (unter anderem Lively Art, Division Nada und Fan Club Records) integriert. Das Label fungierte zudem als Vertrieb und arbeitete mit Unternehmen wie 4AD, Rough Trade und L’Invitation au Suicide zusammen.

## Künstler (Auswahl)
Diese Liste beinhaltet Künstler des Labels, einschließlich dessen Sublabels und der Labels, für die New Rose Records den Vertrieb übernahm.
- Alex Chilton
- And Also the Trees
- Anne Clark
- Asylum Party
- Babel 17
- Bauhaus
- Buzzcocks
- Calvin Russell
- Charles de Goal
- Christian Death
- Cocteau Twins
- Collection d'Arnell-Andrea
- The Cramps
- Data-Bank-A
- Dead Kennedys
- Feeling B
- Die Form
- The Gun Club
- The LeRoi Brothers
- Little Nemo
- Lolitas
- Lussia
- Martin Rev
- Mary Goes Round
- Numb
- New York Dolls
- Paul Roland
- Play Dead
- Poison Idea
- Psyche
- Rise and Fall of a Decade
- The Rose of Avalanche
- The Saints
- Shadow Project
- Specimen
- The Stooges
- Super Heroines
- The Troggs
- Virgin Prunes